# Чирплет

Сопоставление волна(wave)- вейвлет, ЛЧМ-сигнал(chirp)- чирплет

В обработке сигналов чирплет-преобразование — это скалярное произведение входного сигнала с семейством элементарных математических функций, именуемых чирплетами.

## Аналогия с другими преобразованиями
Подобно вейвлетам (см. непрерывное вейвлет-преобразование или дискретное вейвлет-преобразование), чирплеты получаются из одного материнского чирплета (аналогично «материнскому» или «родительскому» вейвлету в теории вейвлетов).

## Чирплеты и чирплет-преобразование
Термин «chirplet transform» был предложен Стивом Манном — он служил заголовком первой опубликованной на эту тему статьи. Само по себе слово «чирплет» использовалось Стивом Манном, Доминго Миховиловичем и Рональдом Брейсвеллом для описания результата применения взвешивающего окна к сигналу линейной частотной модуляции (ЛЧМ) (англ. chirp). По словам Манна:
Вейвлет — это кусочек волны [wave], а чирплет — соответственно, кусочек ЛЧМ-сигнала [chirp]. Точнее, чирплет — результат умножения такого сигнала на окно, что обеспечивает свойство локализованности во времени. В условиях частотно-временного пространства мелкие ЛЧМ-импульсы существуют как вращающиеся, сдвинутые, деформированные структуры, движущиеся от традиционного параллелизма по временной и частотным осям, типичным для волн (Фурье и оконное преобразование Фурье или вейвлеты).
Таким образом, чирплет-преобразование является повернутым, взвешенным или иначе измененным мозаичным представлением частотно-временной плоскости. Если вейвлет на частотно-временной диаграмме выглядит как горизонтальная «черточка», то чирплет представляет собой наклонную черту (угол наклона зависит от скорости сдвига частоты). Т.e. этот метод расширяет возможности анализа паттернов спектрограммы и позволяет находить более сложные закономерности в исследуемых нестационарных процессах.
Хотя ЛЧМ-сигналы и их приложения известны давно, первая опубликованная работа о «чирплет-преобразовании» описывала особое представление сигналов с помощью семейств функций, связанных друг с другом операторами частотного, временного сдвигов, масштабирования и проч. В этой статье в качестве примера было представлено чирплет-преобразование от Гауссиана, вместе с примером обнаружения льда с помощью радиолокатора (улучшение результатов распознавания цели при применении описанного подхода). Термин «чирплет» (но не «чирплет-преобразование»!) также применялся для схожего преобразования, описанного Миховиловичем и Брэйсвеллом позже в том же году.

## Приложения

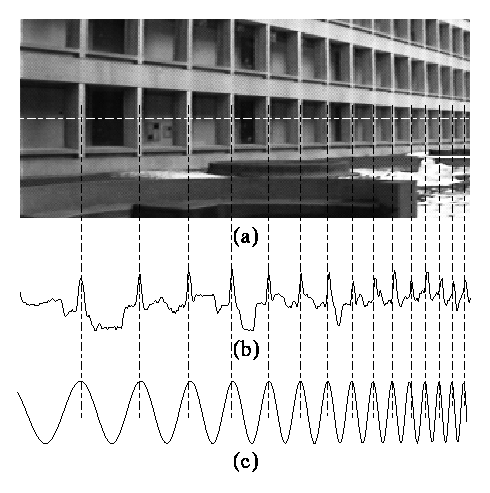
(a) В обработке изображений период часто изменяется линейно. (b) На этом рисунке повторяющиеся структуры (темные области в окнах и светлые опоры) «сплющиваются» (возрастает частота) при сдвиге вправо. (c) Чирплет преобразование в данном случае более полезно, чем Фурье или вейвлет–преобразования.

Чирплет-преобразование широко применяется в:
- радиолокации
- медицине
  - анализ кардиограмм;
  - анализ ЭЭГ, например Cui, et al..
- обработке сигналов
- обработке изображений
- SETI@home использует ЛЧМ-сигналы (chirp) для компенсации эффекта Доплера.
- Chirplet Time Domain Reflectometry (from National Instruments website)

## Систематика чирплет-преобразования
Существует две основные категории чирплет-преобразования:
- фиксированное
- адаптивное

Далее, эти категории могут быть разделены:
- на основании выбора ЛЧМ
- на основании выбора окна

И в фиксированном, и в адаптивном случае чирплеты могут быть:
- q-чирплетами (квадратичные чирплеты) — в форме exp(j 2π (a t² + b t + c)). По сути, q-чирплет является взвешенным ЛЧМ-сигналом, отсюда и его название(квадратичное изменение фазы означает линейное изменение частоты).
- w-чирплетами, или варблетами (от англ. warble — трель). «Невзвешенный» варблет в частотно-временной плоскости выглядит как синусоида или похожая на неё кривая. Примером такого сигнала может являться сирена машины скорой помощи с периодически изменяемой частотой звука. Таким образом, варблет — взвешенный сигнал с периодическим частотно-временным изображением.
- d-чирплетами, или чирплетами Доплера. Этот тип имитирует Доплеровский сдвиг частоты, такой, например, как звук гудка проходящего мимо поезда.
- p-чирплетами, у которых масштаб изменяется проективно. Если вейвлет-преобразование основано на вейвлетах, имеющих форму g(ax+b), то чирплеты p-типа выражаются как g((ax+b)/(cx+1)), где a-масштаб, b- сдвиг а c — «чирп-рэйт» (наклон частоты).
- При анализе колебательных процессов ступенчатого характера, когда ширина и амплитуда каждой следующей ступени возрастают в геометрической прогрессии, может быть полезным чирплет на основе функции вида x*sin(2*pi*log(x)/log(a)), где параметр a — знаменатель геометрической прогрессии. Эту бесконечно растущую функцию целесообразно ограничить окном Гаусса или «ступенькой», умножив выражение на 1/(1+exp(-2*(1-x)/log(a))).

Применяемые окна:
- Гаусса
- прямоугольное